# 마르코 폴로의 발자취
마르코 폴로의 발자취(이탈리아어: Sulle Tracce di Marco Polo, 독일어: Auf den Spuren von Marco Polo, 영어: The Voyages Of Marco Polo)는 이탈리아의 보드 게임 디자이너인 시모네 루차니(Simone Luciani), 다니엘레 타시니(Daniele Tascini)가 만든 독일 스타일의 보드 게임이다. 2015년에 독일 뮌헨의 보드 게임 회사인 한스 임 글뤼크(Hans im Glück)에서 출시되었다. 마르코 폴로의 중국 탐험을 주제로 하고 있으며 5라운드 동안 도시 카드 또는 낙타를 모아 가장 점수가 높은 플레이어가 승리한다.
2015년에 독일 게임상(Deutscher Spiele Preis)을 수상했으며 2017년 9월 9일에는 대한민국의 코리아보드게임즈가 보드 게임 페스타를 통해 사전에 공개했다. 플레이 시간은 약 40-100분이나 60-90분이고 적정 연령은 14세 이상이다. 인원은 2-4명이 할 수 있다.